# Obuchowo
Obuchowo (russisch Обухово) ist eine Siedlung städtischen Typs in der Oblast Moskau (Russland). Sie gehört zum Rajon Noginsk und hat 9630 Einwohner (Stand 14. Oktober 2010).

## Geographie
Obuchowo liegt am Fluss Kljasma, ungefähr 60 Kilometer östlich von Moskau und 10 km westlich der Großstadt Noginsk, die Hauptort des Rajons ist. Unmittelbar westlich an Obuchowo grenzt der Ort Monino an; sechs Kilometer nördlich liegt die Stadt Lossino-Petrowski.

## Geschichte

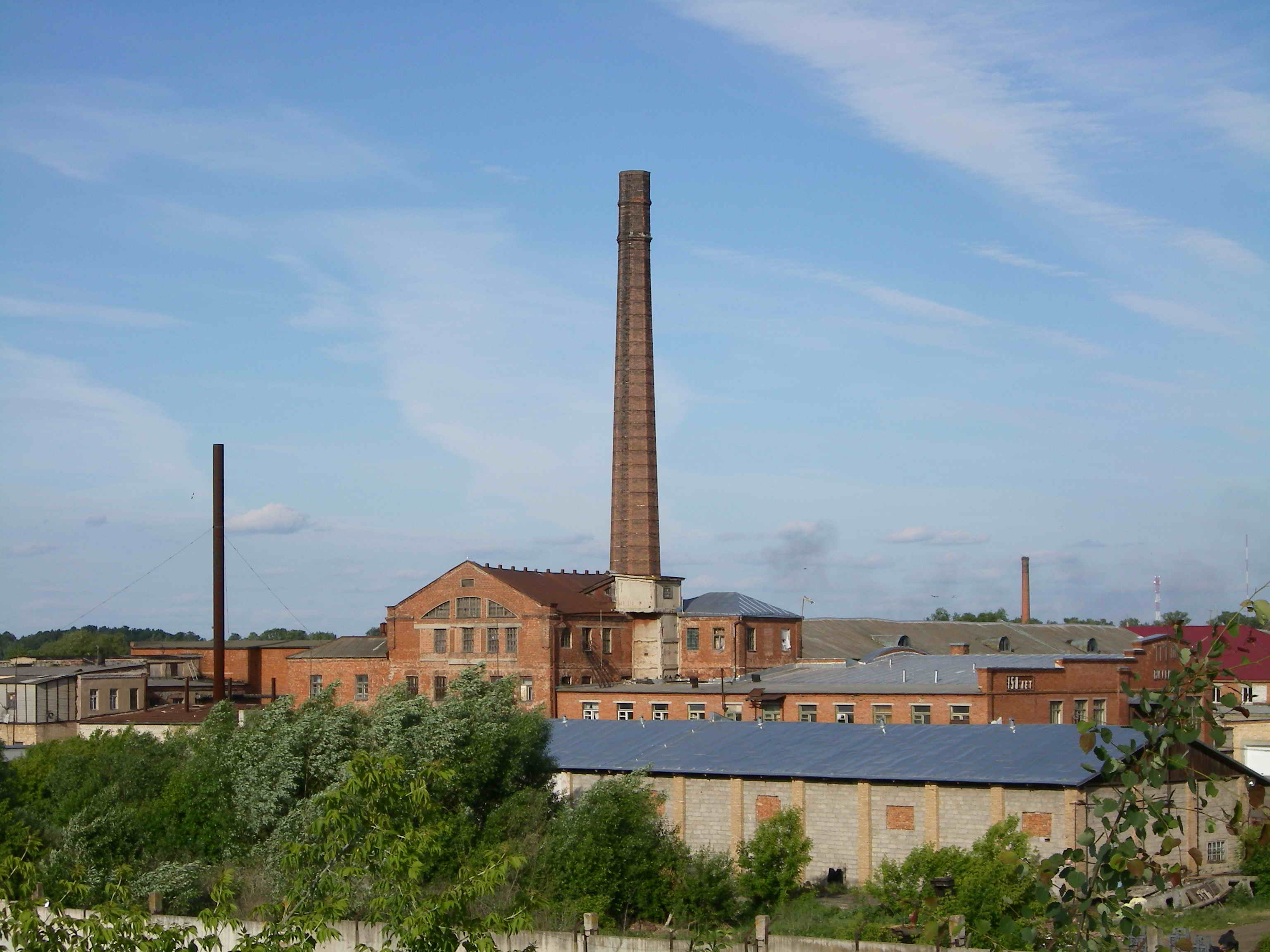
Ehemalige Teppichfabrik

Erste Erwähnungen von Obuchowo als ein Dorf namens Obuchowka (benannt mutmaßlich nach einem Ortsherren mit dem Familiennamen Obuchow) gab es um 1573, jedoch gibt es keine weiteren Informationen über den Ort zu jener Zeit. Erst Anfang des 18. Jahrhunderts wurde die Gegend durch den Bau einer Schießpulverfabrik am Kljasma-Ufer bekannt. Diese wurde bis zum Jahr 1708 vom englischen Industriellen Andrew Stales († 1712) aufgebaut, der gute Verhältnisse zum Zarenhof hatte und daher in seinem Unternehmertum vom damaligen Kaiser Peter I. gefördert wurde.
Nachdem die Pulverfabrik im frühen 19. Jahrhundert den Betrieb aus wirtschaftlichen Gründen eingestellt hatte und aufgelöst wurde, entstand an ihrer Stelle im Jahre 1852 eine Textilfabrik. Zusätzlich wurde in Obuchowo 1857 eine Teppichfabrik aufgebaut. Dies brachte dem Ort einen erheblichen wirtschaftlichen Aufschwung. Die Teppichproduktion nahm später einen derart festen Platz im Leben Obuchowos ein, dass auch das heutige Ortswappen einen stilisierten Teppich darstellt.
Nach der Oktoberrevolution von 1917 wurden sowohl die Textil- als auch die Teppichfabrik in Obuchowo nationalisiert. Die Produktion wurde im Laufe der Jahre weiter ausgebaut und modernisiert und während des Zweiten Weltkriegs zeitweise auf Rüstungsproduktion umgestellt. 1958 wurden beide Betriebe zu einem Kombinat vereinigt. Im Jahre 2002 ging jedoch das Kombinat pleite und wurde inzwischen liquidiert.
Seit 2006 gehört auch das benachbarte Dorf Balobanowo verwaltungstechnisch zur Siedlung Obuchowo.

### Bevölkerungsentwicklung
| Jahr | Einwohner |
| ---- | --------- |
| 1939 | 6.172     |
| 1959 | 8.296     |
| 1970 | 7.703     |
| 1979 | 10.499    |
| 1989 | 11.359    |
| 2002 | 10.746    |
| 2010 | 9.630     |

Anmerkung: Volkszählungsdaten

## Wirtschaft und Verkehr
Nach Auflösung des Teppichkombinates gibt es in Obuchowo heute nur noch kleinere Betriebe, darunter eine Fabrik für Nähzubehör, einige Bau- und Speditionsunternehmen sowie ein Landwirtschaftsgroßbetrieb.
Unmittelbar durch Obuchowo verläuft die Fernstraße M8, die die wichtigste Straßenverbindung des Ortes darstellt. Die nächste Eisenbahnstation befindet sich in Monino, wo es einen Regionalbahnhof an einer Stichstrecke der Transsibirischen Eisenbahn gibt. Von dort bestehen Verbindungen zum Jaroslawler Bahnhof in Moskau.

## Sehenswürdigkeiten
Zu den markantesten Bauwerken Obuchowos gehören die ehemaligen Fabrikhallen des Teppichwerkes sowie zwei Kirchen (die Peter-und-Paul-Kirche in Obuchowo und die Dreifaltigkeitskirche in Balobanowo).